# Eva Schürmann
Eva Schürmann (* 1967 in Essen) ist eine deutsche Philosophin und Universitätsprofessorin. Seit 2011 ist sie Inhaberin des Lehrstuhls für philosophische Anthropologie, Kultur- und Technikphilosophie an der Otto-von-Guericke-Universität Magdeburg.

## Leben
Eva Schürmann studierte Philosophie, vergleichende Literaturwissenschaft und Kunstgeschichte an der Ruhr-Universität Bochum. Nach Studienaufenthalten in Paris, Cambridge und Bologna erfolgte 1994 der Abschluss mit dem Magister Artium über Spinozas Ethik. 1998 wurde sie an der Universität Witten/Herdecke mit einer vergleichenden Arbeit über Maurice Merleau-Ponty und James Turrell promoviert. Nach einer Gastprofessur an der University of Chicago habilitierte sie sich 2007 an der TU Darmstadt mit einer Schrift zur Praxis visuellen Wahrnehmens. Von 2009 bis 2011 war sie Professorin für Kulturphilosophie und Ästhetik an der HAW Hamburg. 2014 hat sie den Wissenschaftspreis der Aby-Warburg-Stiftung erhalten. Im akademischen Jahr 2014/15 war sie Fellow am Käte-Hamburger-Kolleg „Recht als Kultur“ der Universität Bonn. Seit 2015 ist sie Mitherausgeberin der Allgemeinen Zeitschrift für Philosophie.

## Publikationen
- Eva Schürmann: Erscheinen und Wahrnehmen: eine vergleichende Studie zur Kunst von James Turrell und der Philosophie Merleau-Pontys. Fink, München 2000, ISBN 3-7705-3473-5.
- Eva Schürmann, Norbert Waszek, Frank Weinreich. (Hrsg.): Spinoza im Deutschland des achtzehnten Jahrhunderts. Frommann-Holzboog, Stuttgart-Bad Cannstatt 2002, ISBN 3-7728-2027-1.
- Eva Schürmann, Gerhard Gamm (Hrsg.): Von Platon bis Derrida - 20 Hauptwerke der Philosophie. Primus, Darmstadt 2005, ISBN 3-89678-263-0.
- Eva Schürmann: Sehen als Praxis: ethisch-ästhetische Studien zum Verhältnis von Sicht und Einsicht. Suhrkamp, Frankfurt/M. 2008, ISBN 978-3-518-29490-1.
- Eva Schürmann, Sebastian Spanknebel, Héctor Wittwer (Hrsg.): Formen und Felder des Philosophierens - Konzepte, Methoden, Disziplinen. Karl Alber, Freiburg 2017, ISBN 3-495-48901-0.
- Eva Schürmann: Vorstellen und Darstellen - Szenen einer medienanthropologischen Theorie des Geistes. Wilhelm Fink, Paderborn 2018, ISBN 978-3-7705-6337-1.